# Аппиани, Джузеппе
Джузеппе Иньяцио Аппиани, также Йозеф Игнац Аппиани, или Аппиано (итал. Giuseppe Ignazio, Joseph Ignaz Appiani, o Appiano; 16 октября 1706, Мюнхен — 19 августа 1785, Трифенштайн) — итальянский живописец, рисовальщик и гравёр работавший в Германии, мастер настенной фресковой живописи эпохи позднего барокко. Придворный художник майнцского курфюрста. Основатель и первый директор Академии искусств в Майнце (Рейнланд-Пфальц).

## Биография
Джузеппе Аппиани родился в семье Пьетро Франческо Аппиани, итальянского художника-декоратора из Порто-Черезио (Ломбардия) и Марии-Софии из Фюрстенфельдбрукка (Бавария). Был последователем мастера фресковой живописи Якопо Амигони.
В раннем творчестве Аппиани заметно влияние художников ломбардской школы и венецианских мастеров, таких как Джамбаттиста Тьеполо. Переехав в молодости в Баварию, он познакомился с другими итальянскими художниками, такими как Карло Инноченцо Карлони и Якопо Амигони, и испытал их влияние. Работал преимущественно в Вюрцбурге и Саарбрюккене, где был придворным художником, Арлесхайме (1760), Меерсбурге (1760) и Майнце, где он жил с 1745 года и также был придворным живописцем.
Джузеппе Аппиани писал преимущественно картины и фрески на религиозные и мифологические сюжеты. Он также выполнял гравюры по собственным рисункам и картинам других художников с латинизированной подписью «Josephus Appianus».
Его учеником был Кристиан Георг Шютц.

## Галерея

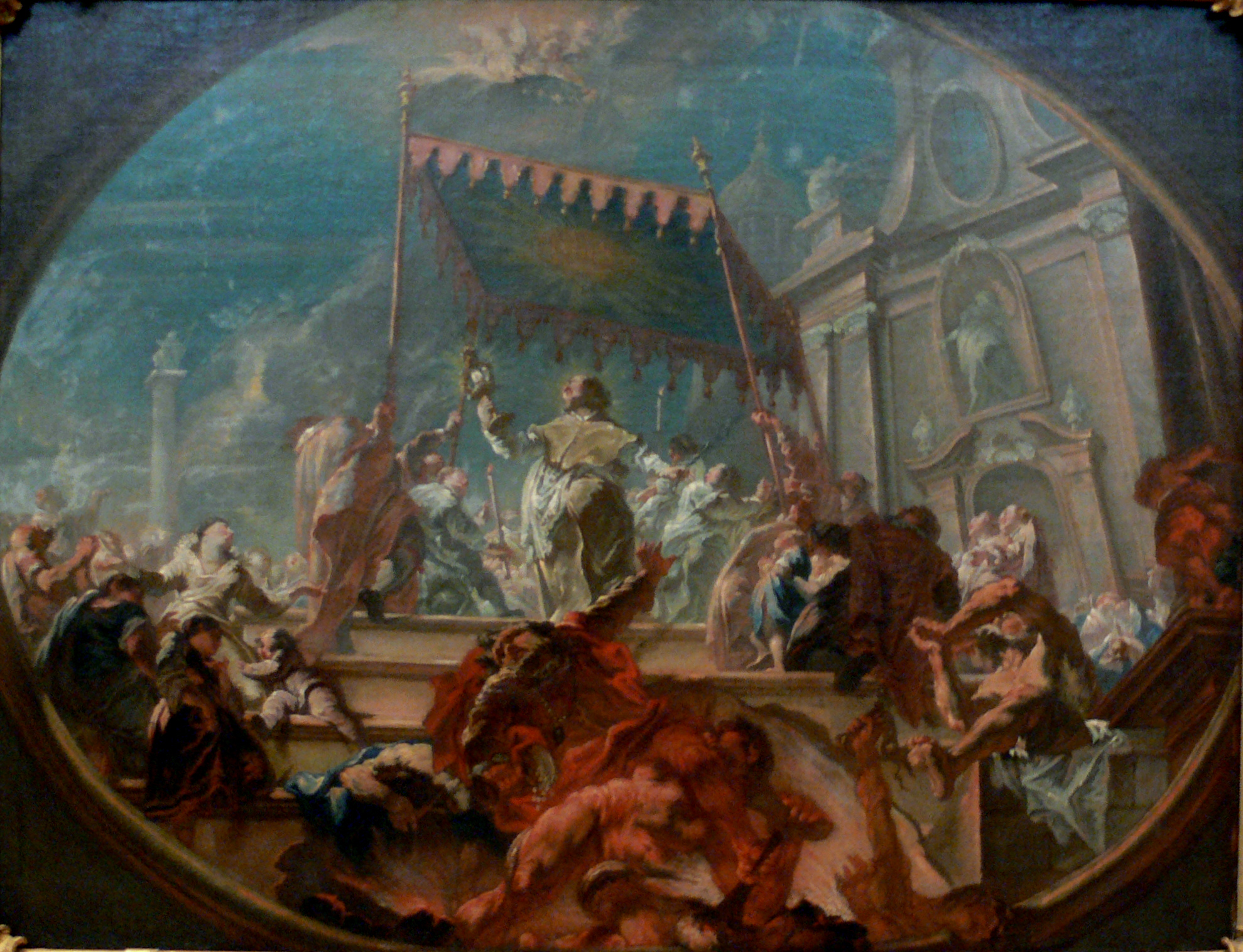
Триумф святого Норберта над еретиком Танхельмом в 1124 году. 1750. Холст, масло. Баварский национальный музей, Альтштадт-Лёэль, Бавария
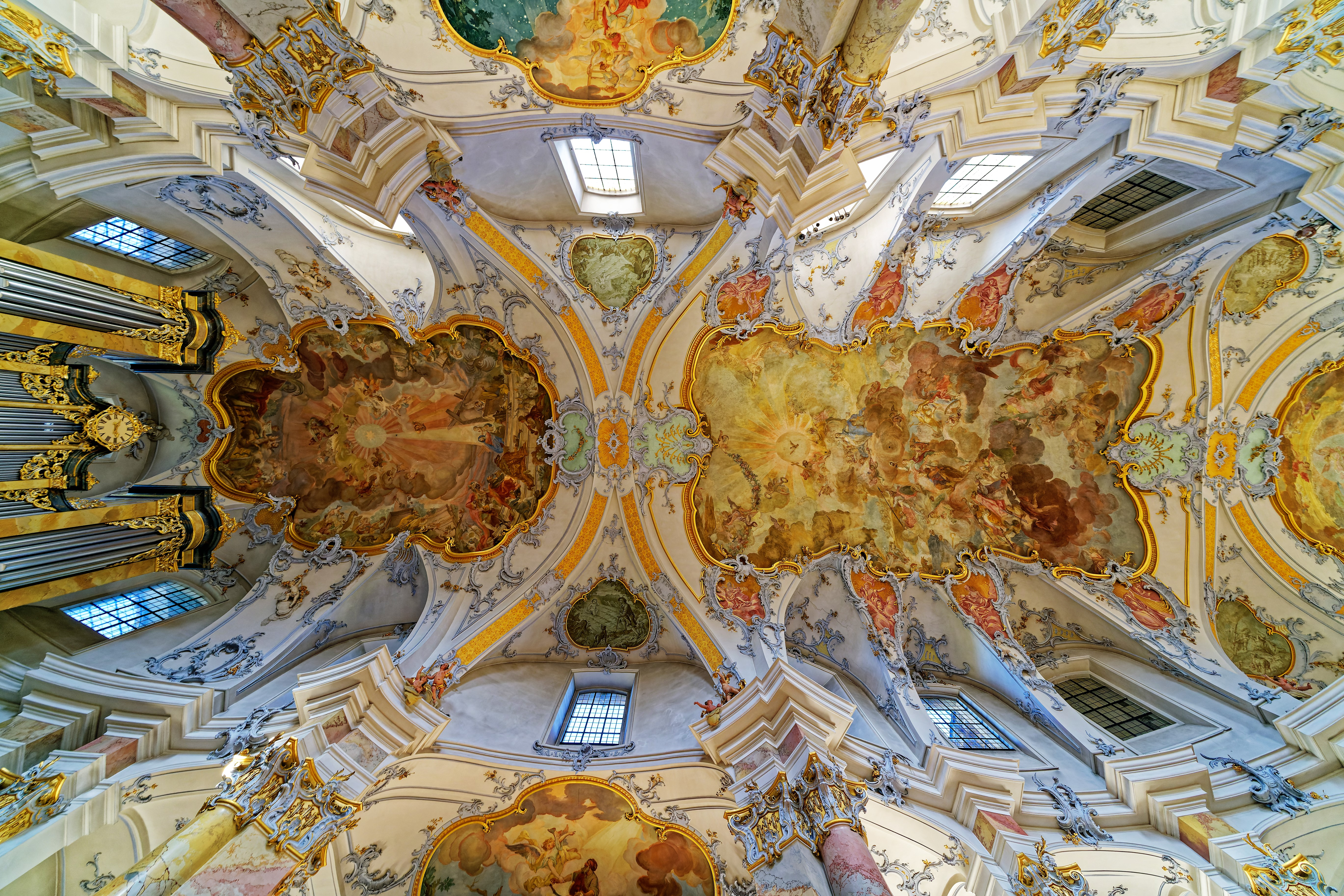
Роспись плафона базилики Четырнадцати Святых, Бад-Штаффельштайн. 1769
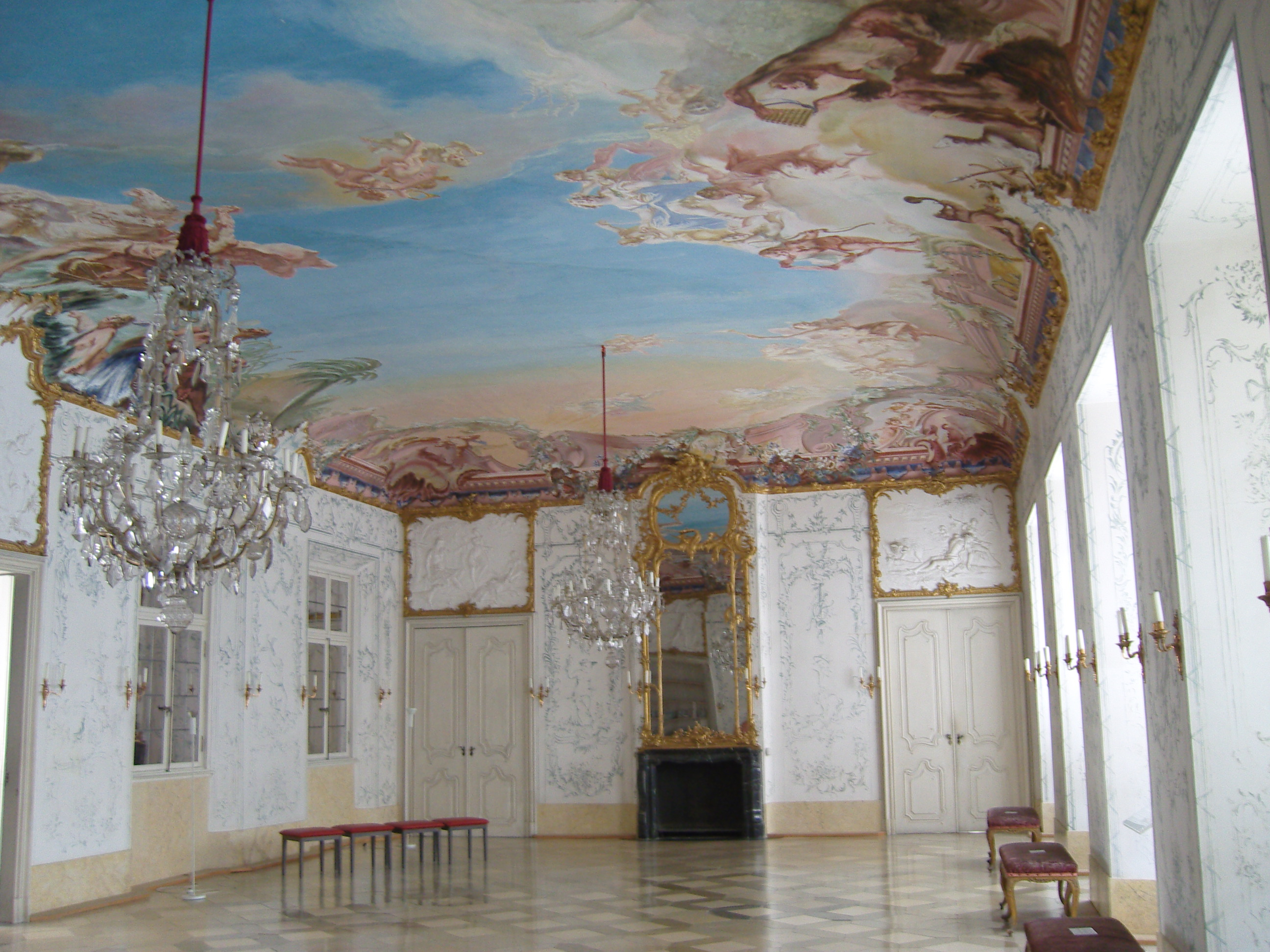
Роспись плафона Белого зала замка Зеехоф (Меммельсдорф) близ Бамберга. 1751–1752
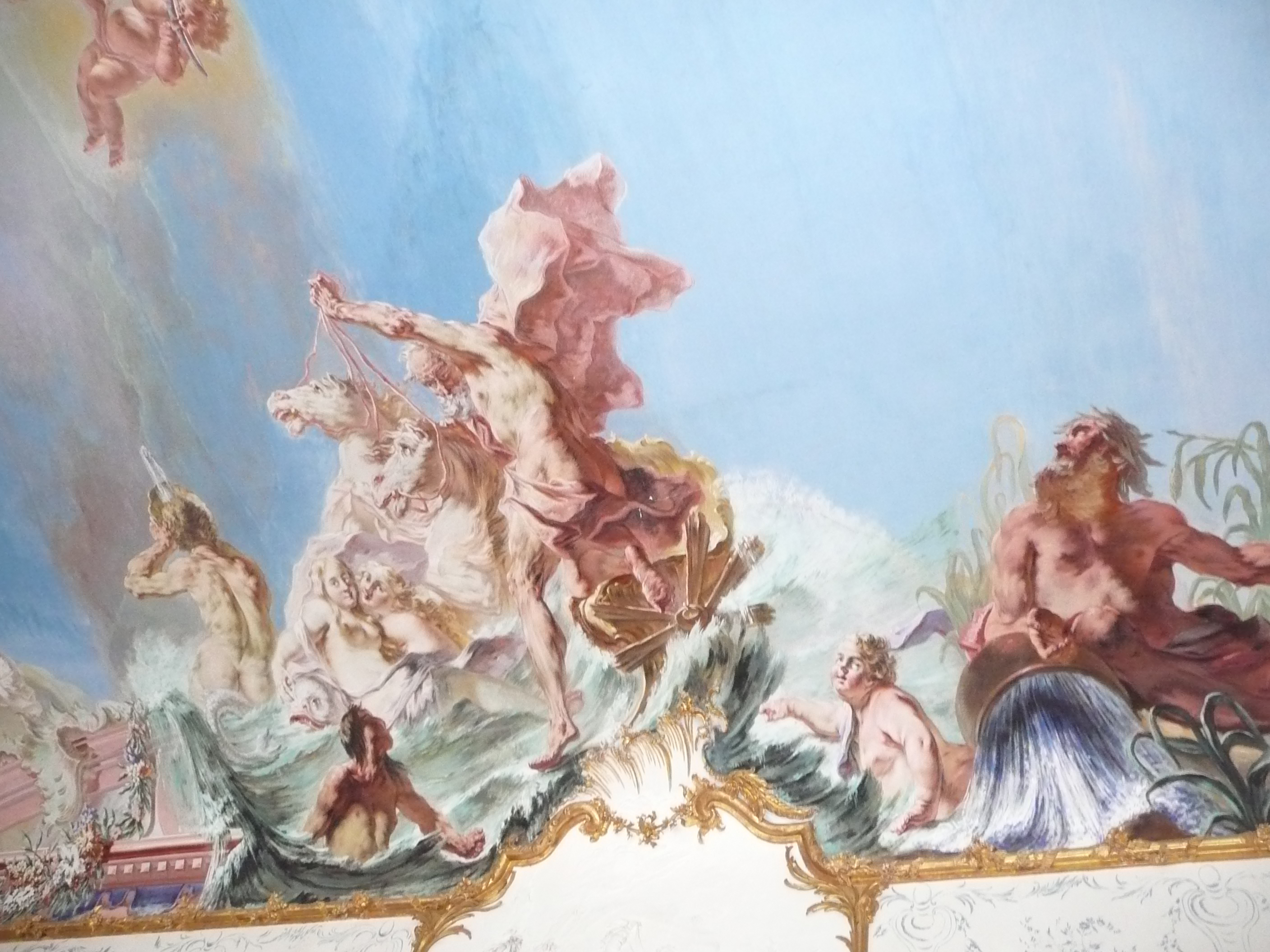
Деталь росписи. Триумф Нептуна
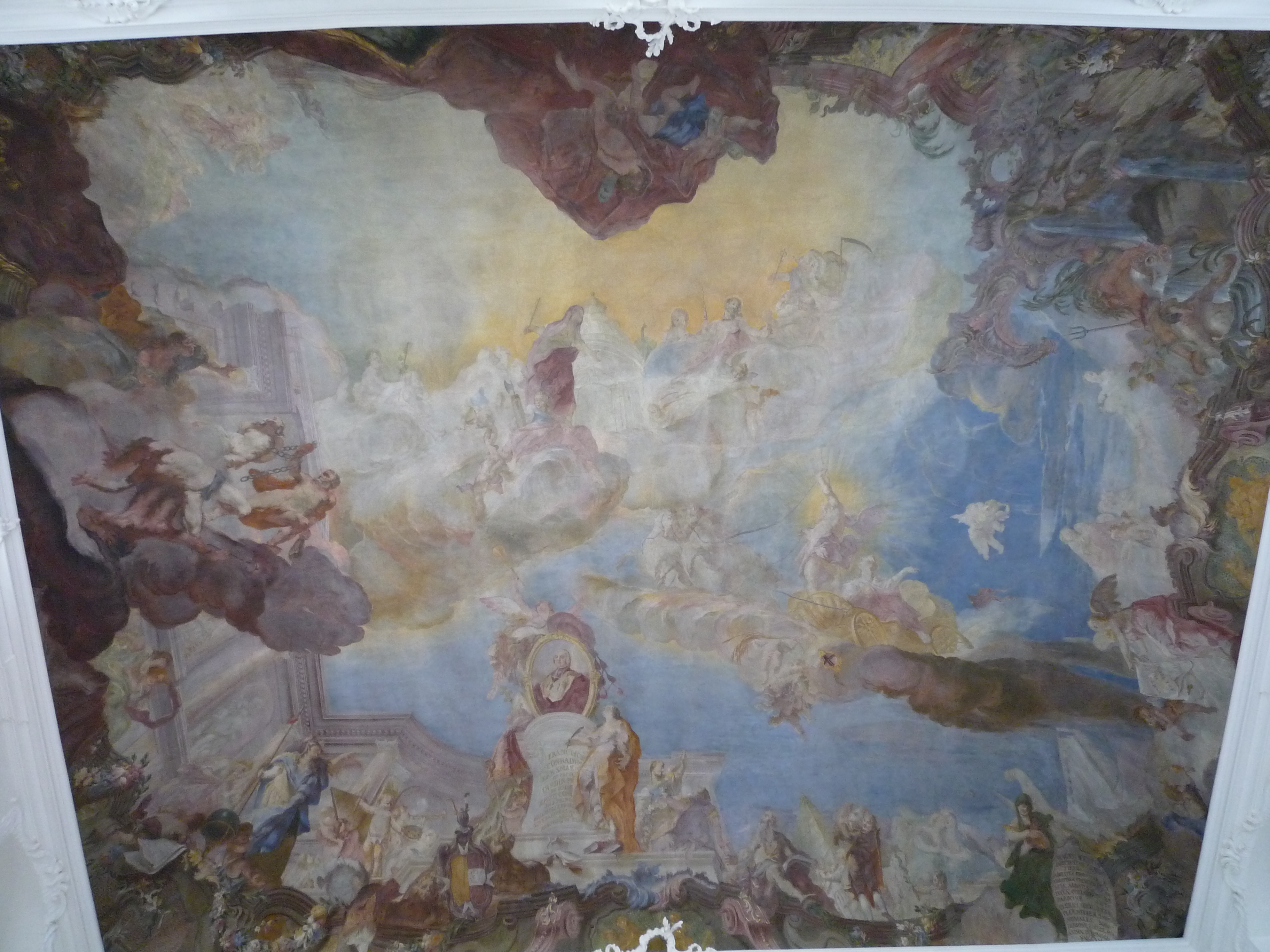
Прославление кардинала Франца Конрада фон Родта. Роспись плафона лестницы Нового дворца в Мерсбурге, Баден-Вюртемберг. 1762
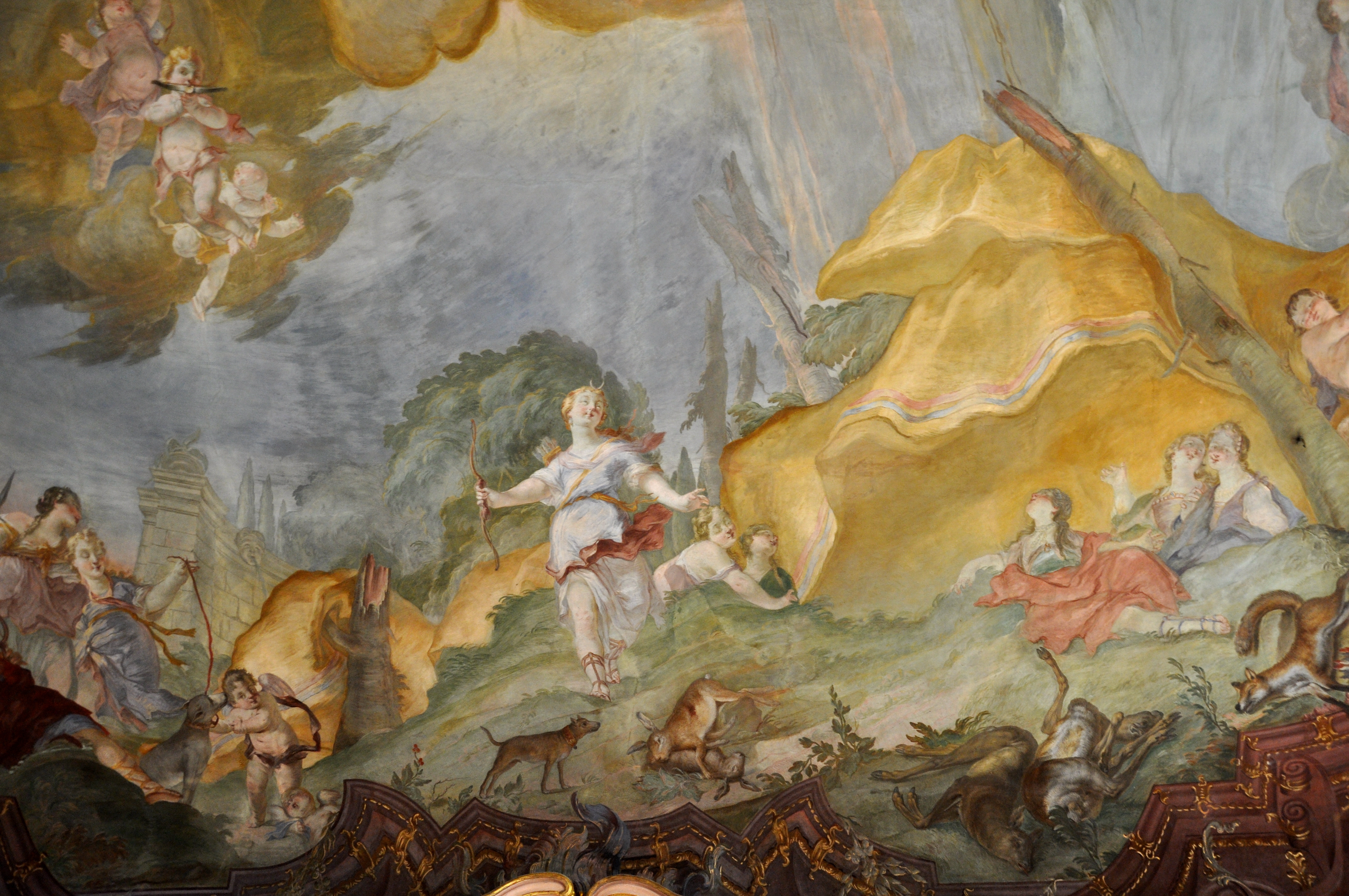
Деталь росписи плафона Нового праздничного зала в Мерсбурге, Баден-Вюртемберг. 1762

## Основные произведения

#### Бавария
- Роспись потолка в «Белом зале» замка Зеехоф в Меммельсдорфе близ Бамберга (1751—1752)
- Базилика Четырнадцати Святых Помощников (1763/1764-1769)
- Иезуитская церковь Святого Михаила в Вюрцбурге (после 1770)
- Монастырь Трифенштайн (с 1784)
- Фреска главного алтаря в старой приходской церкви Святого Иакова в Бад-Киссингене: «Иаков исцеляет больных по пути на казнь» (с 1775)
- Гейденфельдская монастырская церковь (1783/1784)

#### Баден-Вюртемберг
- Коллегиальная церковь Вознесения Девы Марии в Линдау (1749)
- Трапезная в аббатстве Мархталь
- Новый замок (фрески в своде лестничной клетки и в Праздничном зале) и капелла Святого Карла Борромео Мерсбургской семинарии (1761—1762)
- Церковь Святого Михаила, бывшая церковь Немецкого совета Альтсхаузена (ок. 1758 и 1766/1767)
- Капелла Святого Креста в Обердорфе близ Констанца (1748)
- Католическая приходская церковь Святой Афры в Обернхайме (1751—1754)
- Городская церковь Святого Власия, Эхинген (Дунай), роспись потолка с изображением Тайной Вечери (1763—1766)

#### Верхний Пфальц
- Аббатская церковь Вальдзассен (1727)

#### Рейнланд-Пфальц
- Церковь св. Петра в Майнце (1755/1756)

#### Гессен
- Замок Болонгаро во Франкфурте (1774)
- Соборная церковь Петра и Павла в Бад-Камберге (1778—1779)

### Швейцария
- Геррлиберг (1732)
- Цюрих (1732?)
- Соборная церковь в Арлесхаймере (1759—1760)

## Выставки
- 2020 — экспозиция в кёльнском Музее Вальрафа-Рихарца под названием «Приключения Аппиани. Открытие одного художника», составленная из недавно обнаруженного в запасниках музея собрания графических работ Джузеппе Аппиани.